# Plecoptera
Plecoptera là một chi bướm đêm thuộc họ Erebidae.

## Các loài
- Plecoptera inquinata Lederer, 1857
- Plecoptera nebulilinea Walker, 1863
- Plecoptera quaesita Swinhoe, 1885
- Plecoptera recta Pagenstecher, 1886
- Plecoptera reflexa Guenée, 1852
- Plecoptera violacea (Pagenstecher, 1884)

## Hình ảnh

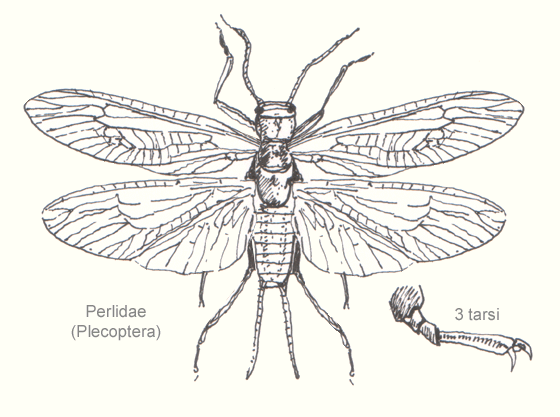
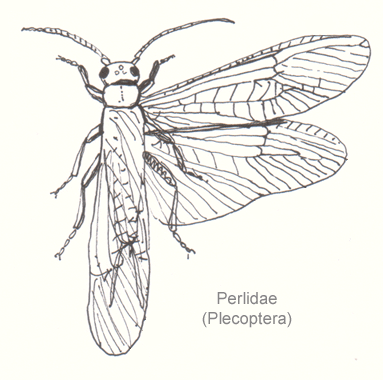

- Tập tin:Tập